# Teatr Bolszoj
Teatr Bolszoj (ros. Большой театр, pełna nazwa Państwowy Akademicki Teatr Opery i Baletu Rosji, ros. Государственный академический театр оперы и балета России) – zabytkowy i historyczny teatr w Moskwie, zaprojektowany przez architekta Osipa Bowe, położony przy placu Teatralnym w centrum miasta, niedaleko Kremla. Wystawia przedstawienia operowe i baletowe. Balet Bolszoj i Opera Bolszoj należą do najstarszych i największych zespołów, odpowiednio, baletowych i operowych na świecie. Teatr patronuje Moskiewskiej Akademii Choreografii, światowemu liderowi szkolnictwa baletowego.

## Historia

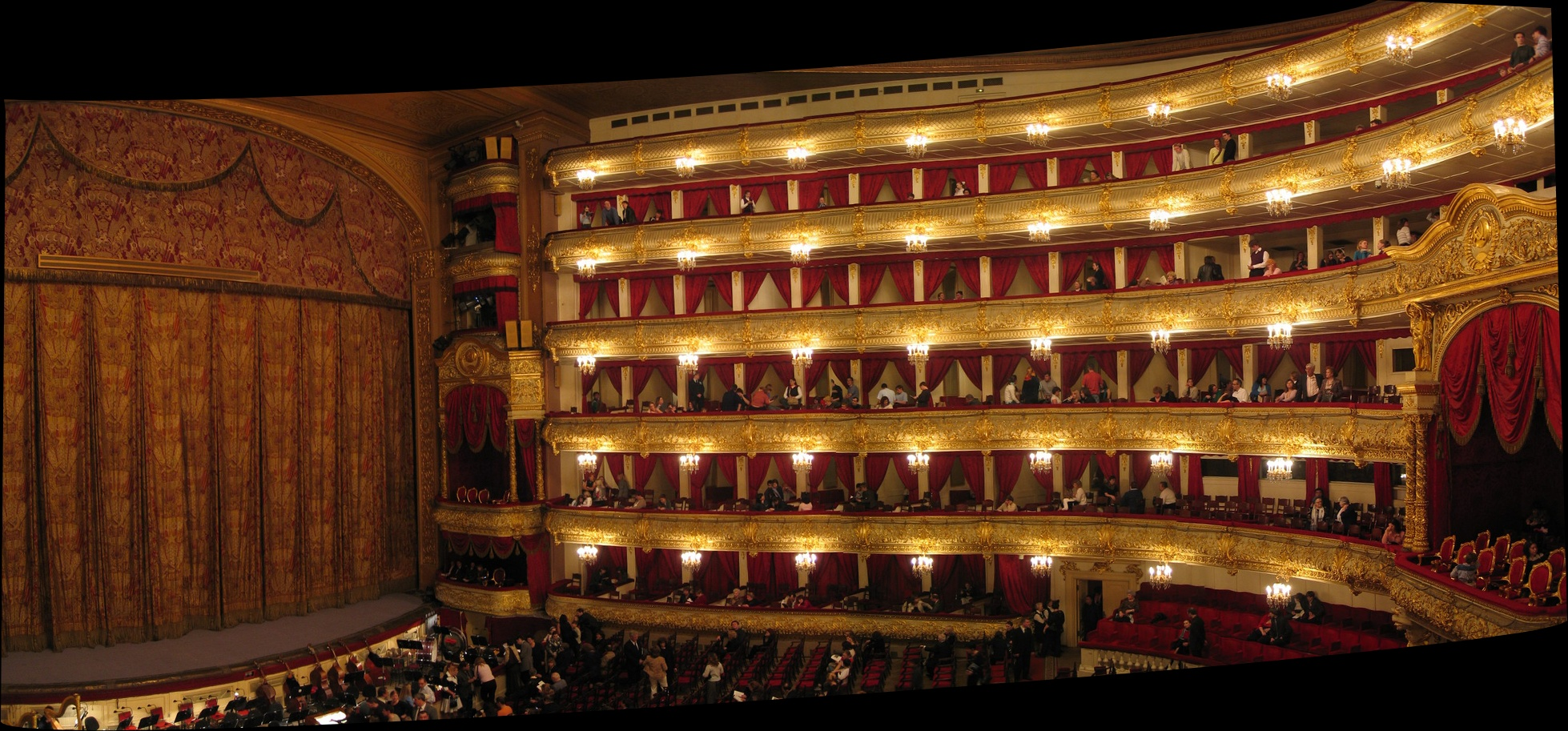
Widownia Teatru Wielkiego

Założony w 1776 przez księcia Piotra Urussowa oraz Michaiła Jegorowicza Maddoxa. Początkowo występy odbywały się w prywatnym domu, jednak w 1780 przeniósł się do ówczesnego teatru Pietrowka, tym samym zaczynając tworzyć własne sztuki i opery.
Inauguracja teatru odbyła się 18 stycznia 1825 prologiem Tryumf muz i baletem Fernando Sora Kopciuszek. Pierwotnie wystawiano tu wyłącznie rosyjskie sztuki, jednakże ok. 1840 również i zagraniczni kompozytorzy zaczęli wystawiać swe dzieła.
Pożar w 1853 spowodował rozległe straty. Rekonstrukcji podjął się Albert Kavos, syn Caterino Kavosa, autora wielu oper. Teatr ponownie otwarto w 1856.
Podczas II wojny światowej teatr został ewakuowany do Kujbyszewa. Na budynek spadła jedna z bomb, uszkodzenia jednak szybko naprawiono.
Moskiewski Teatr Wielki był miejscem wielu światowych premier m.in. Wojewody i Mazepy Czajkowskiego oraz Aleko i  Francesca da Rimini Rachmaninowa.